# Stadio Omladinski
L'Omladinski Stadion (in serbo Омладински стадион?, Omladinski stadion) è uno stadio multiuso situato nella città di Belgrado, nel quartiere Karaburma, sulle rive del Danubio. Vi gioca l'OFK Belgrado, club che, dopo aver vissuto anni bui, attualmente compete nella Super Liga, la massima divisione del calcio serbo.

## Storia
Progettato dagli ingegneri Karlo Kacl, Kosta Popović e Aleksandr Radovanović, lo stadio venne inaugurato il 24 agosto 1957, con la sola tribuna ovest che conteneva 8 000 spettatori. Con il crescere dei successi della squadra, il comune di Belgrado ampliò lo stadio fino alla capienza di circa 28 000 spettatori, restandone proprietario e concedendo l'uso alla società per 50 anni.
Attualmente, il comune ne resta il proprietario e l'uso è rinnovato annualmente. All'interno dell'impianto ci sono un ristorante e altre strutture sportive.
Oggi lo stadio si presenta in pessime condizioni, ma ufficialmente questa è l'attuale distribuzione dei posti:
- tribuna ovest: 7 800 (6 770 posti a sedere)
- tribuna est: 2 600 (2 080 posti a sedere)
- tribuna sud: 4 600 (1 200 posti a sedere)
- tribuna nord: 4 100 (550 posti a sedere)